# 53 av. J.-C.
Cette page concerne l'année 53 av. J.-C. du calendrier julien proleptique.

## Événements
- Début du printemps, guerre des Gaules : arrivée de deux légions romaines envoyées par Pompée en Gaule. Elles sont désormais dix au service de César pour tenir la Gaule. César pille le territoire des Nerviens, puis marche contre les Éburons d'Ambiorix et leurs alliés ; il vainc séparément les Ménapiens et les Trévires, puis se tourne contre les Germains qui ont aidé les révoltés, passe le Rhin après avoir construit un nouveau pont mais abandonne la poursuite des Suèves quand ceux-ci se réfugient dans la forêt. Il ravage ensuite le territoire des Éburons, isolés, et Ambiorix prend la fuite[1].
- Avril : César convoque une assemblée générale des peuples gaulois à Samarobriva (Amiens). Trois peuples refusent l'invitation : Trévires, Carnutes et Sénons. Il renvoie l'assemblée et bat les insoumis[2].
- 5 mai 53 av. J.-C. (1er juillet 701 du calendrier romain) : début à Rome du consulat de Marcus Valerius Messalla Rufus et Cnaeus Domitius Calvinus (pour la première fois)[3].
  - Les élections consulaires ont un an de retard[4]. En effet les bandes armées de Publius Clodius Pulcher et celles de Milon s'affrontent régulièrement sur le forum et empêchent la tenue des élections. La tension monte encore un peu plus quand Clodius brigue les élections à la préture pour l'année 52. Le Sénat finit par nommer un interroi, Marcus Aemilius Lepidus, mais celui-ci est assiégé dans son domicile par la bandes de Clodius et ne peut en sortir que par le soutien de celle de Milon. Les désordres atteignent leur paroxysme à la fin de l’année et au début de l’année suivante.
  - Calvinus et Messala sont enfin élus après l’arrestation du tribun de la plèbe Q. Pompeius Rufus, responsable du retard des élections, sur ordre du Sénat[5]. Les deux consuls, devant les troubles, font rendre un décret qui interdit aux anciens préteurs ou consuls d’être nommés avant cinq ans au gouvernement. En vertu de cette loi, les anciens consuls dont le mandat remonte à plus de 5 ans sont envoyés dans les provinces remplacer les proconsuls sortant[6]. Cicéron est ainsi envoyé en Cilicie (51-50 av. J.-C.).
- 9 juin : défaite de Crassus à la bataille de Carrhes contre les Parthes. Il est tué le 12 juin lors d'un affrontement sous les murs de la ville, alors qu'il tentait de regagner cette dernière[7], le premier triumvirat est dissous à sa mort.
  - Crassus, à la tête de 40 000 hommes, a franchi l’Euphrate en 54 av. J.-C.. Les villes grecques lui ouvrent leurs portes. Il place quelques garnisons et retourne en Syrie et établit des alliances avec le roi d’Arménie, Artavazde II, et le souverain d’Osroène, Abgar, vassal des Parthes. Le roi des Parthes Orodès II, pendant ce temps, prépare ses troupes. L’année suivante, Crassus repasse l’Euphrate, et marche dans le plat pays. Artavazde lui fait défaut. L’armée romaine est assaillie dans la plaine par les archers Parthes. Crassus fait demi-tour à la faveur de la nuit, abandonnant sur place 4 000 blessés, qui sont massacrés à l’aube par les Parthes. À Carrhes (Harran), sur le chemin du retour, le général Parthe Suréna l’arrête et le tue. Le questeur Cassius organise la retraite. Il devient gouverneur de Syrie (53/51 av. J.-C.)[8].
- Août : César ravage les Ardennes à la poursuite d'Ambiorix, chef insoumis des Éburons, qui lui échappe[9].
- Automne : Jules César réunit à Durocortorum (Reims) une assemblée des délégués des cités gauloises (concilium Galliae) pour y juger la conjuration des Sénons et des Carnutes ; les légions hivernent à la frontière des Trévires, chez les Lingons et les Sénons. César rentre en Cisalpine[10].

- À Rome, le Sénat ordonne la destruction des temples consacrés par des particuliers à Sérapis et Isis[11].

## Naissances
- Yang Xiong, philosophe et poète chinois.

## Décès
- 12 juin : Crassus, général romain.